# Malung-Sälens kommun
Malung-Sälens kommun är en kommun i Dalarnas län. Centralort är Malung. Fram till och med 2007 hette kommunen Malungs kommun.
Sveriges sydligaste fjäll, Transtrandsfjällen, hittas i kommunens norra delar. Södra delarna av kommunen är lägre, med kraftigt kuperade myrrika förfjällsområden. Sedan 1980-talet har turismen dominerat det lokala näringslivet, i synnerhet skidturismen genom Sälenområdet. 
Sedan kommunen bildades har befolkningstrenden varit negativ, med undantag för ett fåtal år. I slutet på 2010-talet kunde dock en positiv utveckling ses. Efter valen på 2010-talet har kommunen haft blocköverskridande styren, en trend som  fortsatte efter valet 2022.

## Administrativ historik
Kommunens område motsvarar socknarna: Lima, Malung och Transtrand, alla i Malungs tingslag. I dessa socknar bildades vid kommunreformen 1862 landskommuner med motsvarande namn. Malungs municipalsamhälle inrättades 14 januari 1931 och upplöstes vid årsskiftet 1957/1958.
Kommunreformen 1952 påverkade inte indelningarna i området.
Malungs kommun bildades vid kommunreformen 1971 av landskommunerna Lima, Malung och Transtrand. Kommunen namnändrades 2008 till Malung-Sälens kommun. Kommunen är den enda i Sverige med två ortnamn i sitt namn.
Kommunen ingick från bildandet till 1974 i Malungs domsaga och kommunen ingår sedan 1974 i Mora domsaga.

## Geografi
Kommunen är belägen i de västra delarna av landskapet Dalarna. Från nordväst till sydost rinner Västerdalälven. I söder gränsar kommunen till Filipstads kommun och i sydväst till Hagfors kommun och Torsby kommun, alla i Värmlands län. I väster gränsar kommunen till Trysils kommun i Innlandet fylke i Norge och i norr och nordost till Älvdalens kommun samt i öster till Mora kommun och Vansbro kommun, alla i Dalarnas län.

### Topografi och hydrografi

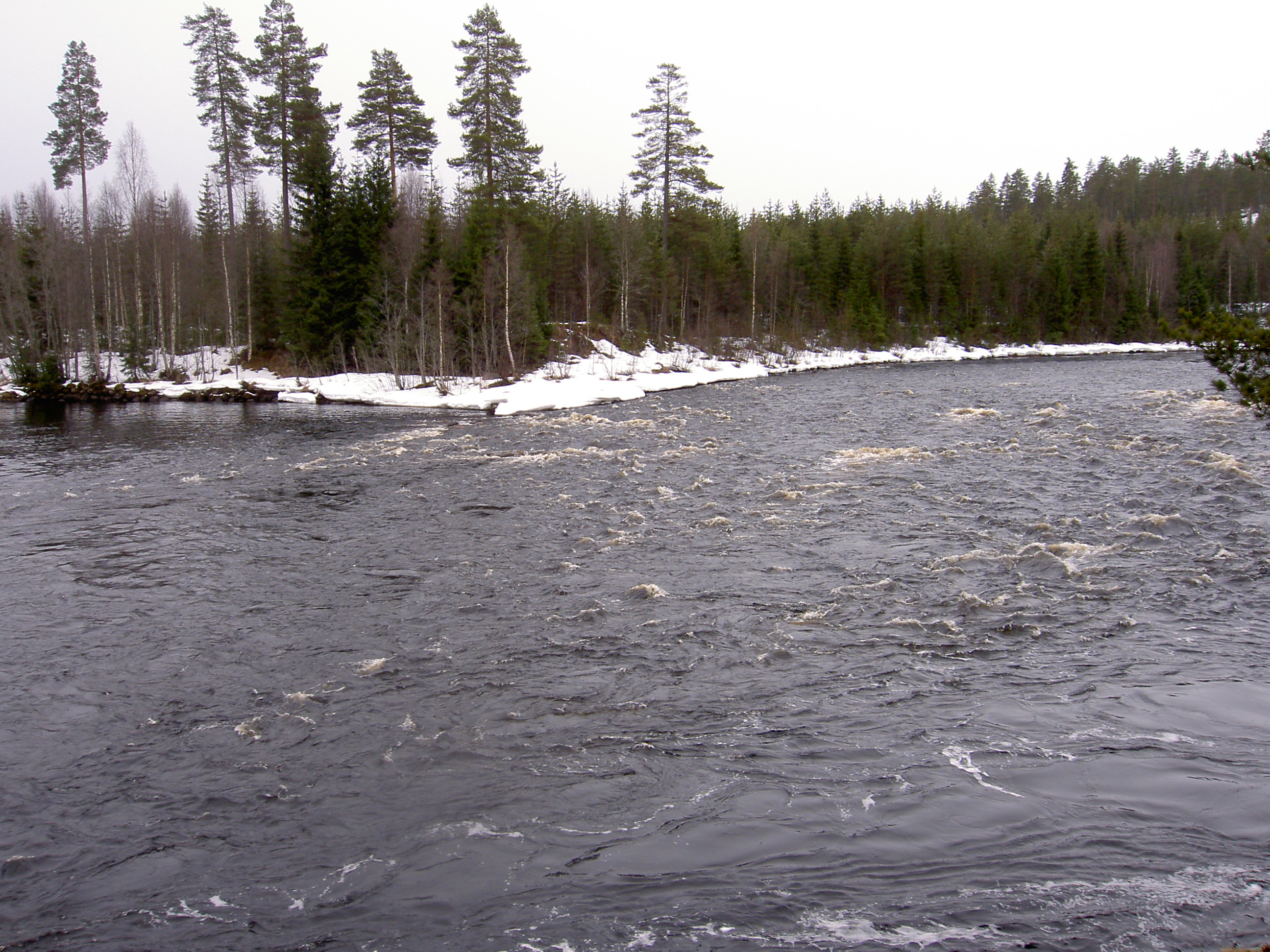
Vemforsen i Västerdalälven, utanför Malung.

Sveriges sydligaste fjäll, Transtrandsfjällen, hittas i kommunens norra delar. Södra delarna av kommunen är lägre, men kraftigt kuperade myrrika förfjällsområden. Omvandlade sedimentära bergarter med inslag av basalt utgör huvudsakligen berggrunden. Dess sammansättning har påverkat floran, så som vid Hemfjällets östsida och på Tandövarden. Västerdalälven och dess tillflöden, Fuluälven och Görälven, flyter genom kommunen. Längs Fuluälven och Västerdalälven följer Malungsåsen i form av rullstensåsar, åsnät och sandurområden.
Nedan presenteras andelen av den totala ytan 2020 i kommunen jämfört med riket.
|  | Bebyggelse (1,9 %) |

|  | Skog (74,8 %) |

|  | Öppen myrmark (14,6 %) |

|  | Jordbruksmark (0,8 %) |

|  | Övrig mark (7,8 %) |

|  | Bebyggelse (3,1 %) |

|  | Skog (68,0 %) |

|  | Öppen myrmark (7,2 %) |

|  | Jordbruksmark (7,4 %) |

|  | Övrig mark (14,3 %) |

### Naturskydd
År 2022 fanns 32 naturreservat i Malung-Sälens kommun.
Bland naturreservat hittas exempelvis Vasaloppsspåret som sträcker sig från de klassiska nio milen mellan Sälen och Mora. Reservatet bildades 1994 i syfte att "säkerställa framtida segrar". Ett annat exempel på naturreservat är Grå-Larsknipen som bildades 2019. Reservatet utgörs av gammal, eldhärjad skog. Där trivs arter som tretåig hackspett och den lilla orkidén knärot.

### Administrativ indelning
Fram till 2016 var kommunen för befolkningsrapportering indelad i 
Lima-Transtrands församling och Malungs församling.

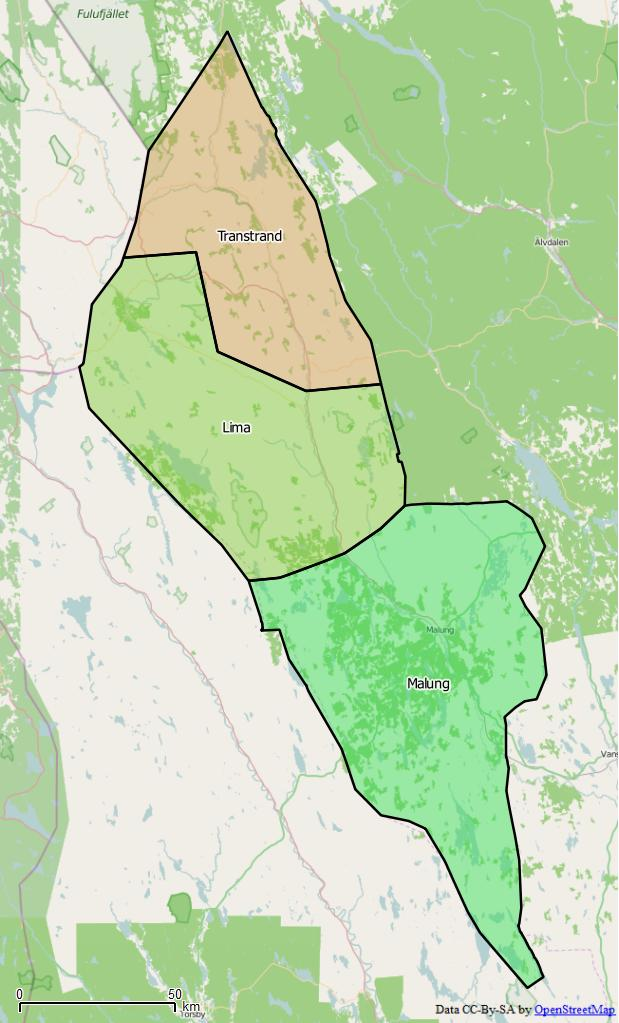
Distrikt (socknar) inom Malung-Sälens kommun

Från 2016 indelas kommunen i tre  distrikt, vilka motsvarar de tidigare socknarna: Lima, Malung och Transtrand.

### Tätorter
År 2020 bodde 72,4 procent av kommunens invånare i någon av kommunens tätorter, vilket var lägre än motsvarande siffra för riket där genomsnittet var 87,6 procent. Vid Statistiska centralbyråns tätortsavgränsning 2020 fanns det sex tätorter i Malung-Sälens kommun:
| Nr | Tätort       | Befolkning |
| -- | ------------ | ---------- |
| 1  | Malung       | 5 014      |
| 2  | Sälen        | 842        |
| 3  | Malungsfors  | 558        |
| 4  | Limedsforsen | 370        |
| 5  | Transtrand   | 373        |
| 6  | Lima         | 215        |

Centralorten är i fet stil.

## Styre och politik

### Styre
Mandatperioden 2010–2014 styrdes kommunen av Centerpartiet i koalition med Socialdemokraterna och Vänsterpartiet. Totalt samlade partierna 23 av 39 mandat. Koalitionen behöll makten även efter valet 2014 och aviserade att fokus skulle läggas på kärnverksamhet och ekonomi.
Efter valet 2018 sade kommunalrådet Hans Unander (S) att "Vänstern har inte haft förmågan att fatta nödvändiga beslut när det gäller besparingarna. Vi har haft bättre dialog om detta med Liberalerna". Med detta som bakgrund satt Centerpartiet och Socialdemokraterna kvar vid makten och Vänsterpartiet byttes ut mot Liberalerna i en ny konstellation. Efter valet 2022 fick det högerpartierna (M, SD och LPo) majoritet men Moderaterna valde istället att bilda en blocköverskridande koalition med Socialdemokraterna. Motivet uppgavs vara att bilda en stabilare majoritet i kommunpolitiken.

### Kommunfullmäktige

#### Presidium
| Presidium 2022–2026    | Presidium 2022–2026 | Presidium 2022–2026 |
| ---------------------- | ------------------- | ------------------- |
| Ordförande             | M                   | Håkan Söderman      |
| Förste vice ordförande | S                   | Ronny Larsson       |
| Andre vice ordförande  | SD                  | Andreas Möllenberg  |

#### Mandatfördelning 1970–2022
|  | 25 | 13 | 7 | 3 |

| 44 |

| 24 | 15 | 5 |  | 4 |

| 40 | 9 |

| 2 | 23 | 15 | 5 | 4 |

| 40 | 9 |

| 3 | 23 | 13 | 4 |  | 5 |

| 40 | 9 |

| 4 | 24 | 12 | 3 | 6 |

| 38 | 11 |

| 3 | 23 | 11 | 5 | 7 |

| 36 | 13 |

| 3 | 22 |  | 11 | 5 |  | 6 |

| 35 | 14 |

| 5 | 19 |  | 9 | 5 | 2 | 8 |

| 34 | 15 |

| 10 | 20 |  | 7 | 3 |  | 7 |

| 30 | 19 |

| 13 | 16 |  | 5 | 3 | 2 | 9 |

| 30 | 19 |

| 8 | 15 | 6 | 4 | 2 | 6 |

| 22 | 19 |

| 6 | 14 | 3 | 5 | 3 |  | 9 |

| 24 | 17 |

| 5 | 15 |  | 3 | 3 | 3 | 9 |

| 24 | 15 |

| 4 | 15 | 2 | 2 | 4 | 3 | 9 |

| 22 | 17 |

| 2 | 16 | 7 |  | 3 | 2 | 8 |

| 22 |  | 14 |

| 2 | 14 | 6 | 4 | 2 |  | 10 |

| 23 | 16 |

### Nämnder

#### Kommunstyrelse
Kommunstyrelsen består av 11 ledamöter. Förutom det som åligger kommunstyrelsen enligt lag är Malung-Sälens kommuns kommunstyrelse även ansvarig för "kommunens administration, ekonomi, näringslivsfrågor, arbetsmarknadsfrågor, trafikfrågor, personal- och lönefrågor, IT, konsumentfrågor, flyktingmottagande, information och bostadsanpassning". Vidare är kommunstyrelsen ansvarig "för drift och underhåll av kommunens vägar, gator, fjärrvärme, industrilokaler och idrottsanläggningar".
Kommunstyrelsens ordförande och 1:e vice ordförande bär titeln kommunalråd medan kommunstyrelsens 2:e vice ordförande tituleras oppositionsråd.
| Presidium 2022–2026    | Presidium 2022–2026 | Presidium 2022–2026 |
| ---------------------- | ------------------- | ------------------- |
| Ordförande             | S                   | Hans Unander        |
| Förste vice ordförande | M                   | Mikael Östling      |
| Andre vice ordförande  | SD                  | Anders Rosén        |

#### Övriga nämnder
| Nämnder 2022–2026               | Ordförande | Ordförande      | Vice ordförande | Vice ordförande      | Andre vice ordförande | Andre vice ordförande |
| ------------------------------- | ---------- | --------------- | --------------- | -------------------- | --------------------- | --------------------- |
| Barn- och utbildningsnämnden    | M          | Erik Gustafsson | C               | Agneta Åhs-Sivertsen |                       |                       |
| Kultur- och fritidsnämnden      | S          | Åsa Hedlöf      | LPo             | May Larsson          |                       |                       |
| Miljö- och stadsbyggnadsnämnden | M          | Jörgen Lind     | SD              | Andreas Möllenberg   |                       |                       |
| Räddningsnämnden                | S          | Kjell Jansson   | SD              | Mikael Palm          |                       |                       |
| Socialnämnden                   | S          | Jörgen Norén    | M               | Brita Sohlin         | SD                    | Lars Magnusson        |
| Valnämnden                      | S          | Ronny Larsson   | LPo             | Tomas Isaksson       |                       |                       |

### Vänorter
Malung har inga vänorter, men hade tidigare fyra vänorter:
- Ringe, Danmark
- Viiratsi, Estland
- Voss, Norge
- Ylivieska, Finland

## Ekonomi och infrastruktur

### Näringsliv
Fram till början av 1980-talet dominerades det lokala näringslivet av skinnberedning och tillverkning av skinnkläder, en bransch med gamla anor. Därefter har turismen tagit över som den viktigaste näringen. I början av 2020-talet var Skistar AB och Experium AB, båda med verksamhet inom skidturismen, de största företagen. Inom industrinsektorn återfanns exempelvis Fiskarhedens Trävaru AB.

#### Tjänster och turism

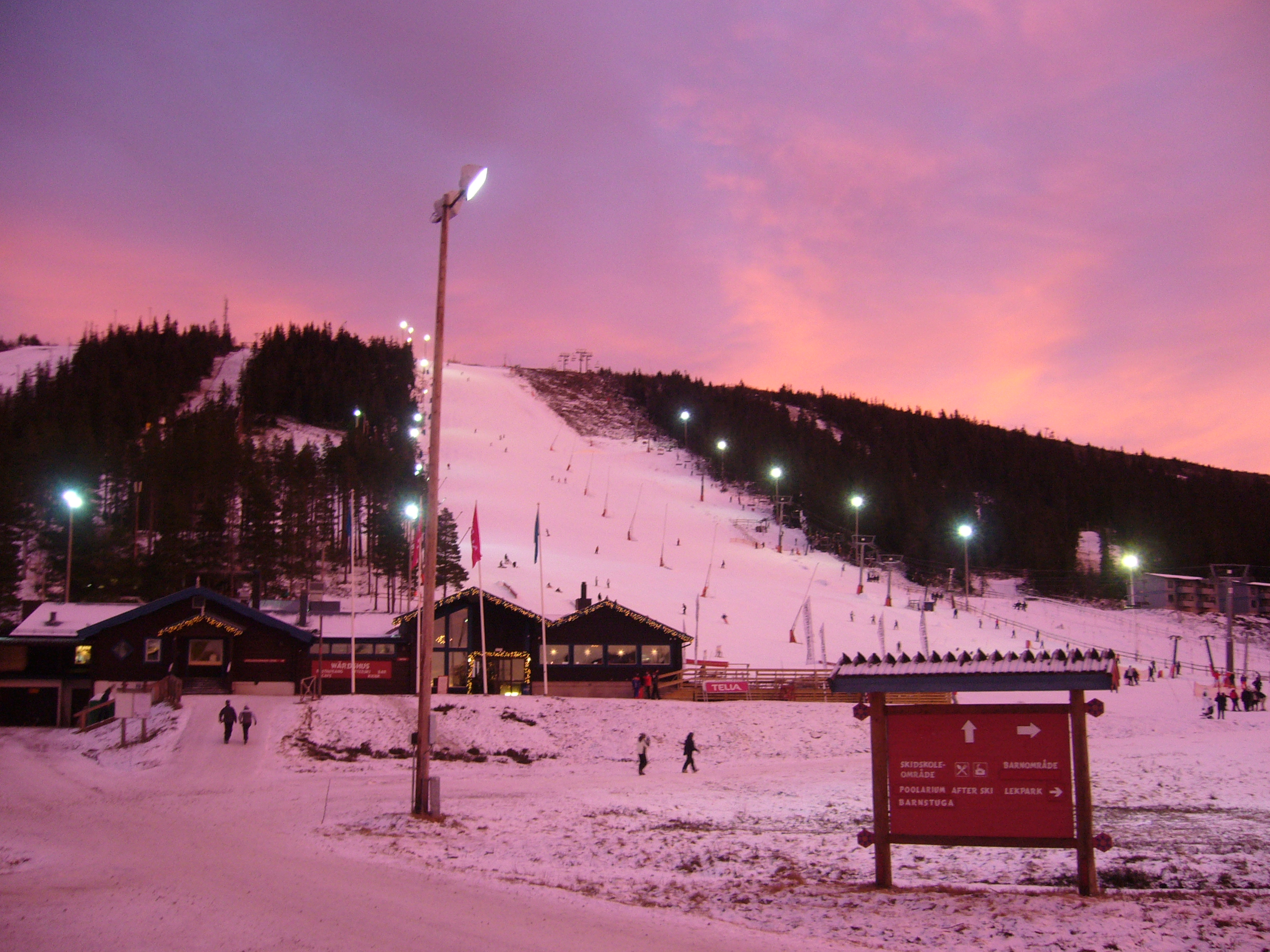
Solnedgång över en skidbacke Tandådalen, Sälen.

Malung-Sälens kommun låg 2010 på tredje plats i Sverige i en undersökning om Sveriges bästa turistorter. Älvdalen låg på sjätte plats  och Mora på plats åtta.
Det arbetar, under säsong, 1 500 säsongarbetare i Sälenområdet vilket kan jämföras med den sammanlagda åretruntboende befolkningen i Sälens tätort som uppgår till 769 personer.

### Infrastruktur

#### Transporter
I riktning från sydväst mot nordöst genomkorsas kommunen av E45, i öst-västlig riktning av E16 och från sydöst till nordväst av riksväg 66 mellan Västerås och riksgränsen.

## Befolkning

### Demografi

#### Befolkningsutveckling
Kommunen har 10 254 invånare (31 december 2024), vilket placerar den på 212:e plats avseende folkmängd bland Sveriges kommuner. 
| Befolkningsutvecklingen i Malung-Sälens kommun 1970–2020                                                        | Befolkningsutvecklingen i Malung-Sälens kommun 1970–2020 | Befolkningsutvecklingen i Malung-Sälens kommun 1970–2020 | Befolkningsutvecklingen i Malung-Sälens kommun 1970–2020 | Befolkningsutvecklingen i Malung-Sälens kommun 1970–2020 |
| --- | -------------------------------------------------------- | -------------------------------------------------------- | -------------------------------------------------------- | -------------------------------------------------------- |
| |                                                          |                                                          |                                                          |                                                          |
| År |                                                          |                                                          | Folkmängd                                                |                                                          |
| 1970 | 1970                                                     |                                                          | 12 221                                                   |                                                          |
| 1975 | 1975                                                     |                                                          | 11 965                                                   |                                                          |
| 1980 | 1980                                                     |                                                          | 11 971                                                   |                                                          |
| 1985 | 1985                                                     |                                                          | 11 683                                                   |                                                          |
| 1990 | 1990                                                     |                                                          | 11 605                                                   |                                                          |
| 1995 | 1995                                                     |                                                          | 11 366                                                   |                                                          |
| 2000 | 2000                                                     |                                                          | 10 799                                                   |                                                          |
| 2005 | 2005                                                     |                                                          | 10 513                                                   |                                                          |
| 2010 | 2010                                                     |                                                          | 10 356                                                   |                                                          |
| 2015 | 2015                                                     |                                                          | 10 036                                                   |                                                          |
| 2020 | 2020                                                     |                                                          | 10 177                                                   |                                                          |
| Anm: Uppgifterna avser förhållandena den 31 december enligt den kommunala indelningen den 1 januari året efter. |                                                          |                                                          |                                                          |                                                          |

### Språk
Vid sidan av rikssvenska talas flera dialekter i kommunen. De huvudsakliga dialekterna är malungsmålet tillhörande de nedre västerdalsmålen och lima- och transtrandsmålen tillhörande de övre västerdalsmålen. De sistnämnda dialekterna är de mest särpräglade i kommunen. Dessutom talas en rad olika invandrarspråk.
Föreningen Talô Malungsmål arbetar med att värna malungsmålet. Det finns också ordböcker och det har hållits kurser på Malungs folkhögskola.
Under 1600-talet började de stora skogarna på Malungs finnmark att befolkas av skogsfinnar, vilka talade finska dialekter. Numera är finskan helt utdöd på finnmarken.
Historiskt har det även funnits resandefolk, kalderash-romer och samer i kommunen.

## Kultur

### Kulturarv
Dalarnas första kulturreservat hittas i kommunen, Kvarnstensbrottet i Östra Utsjö. Därifrån kommer de äldsta fynd man gjort av kvarnstenar som huggits i Malung. Dessa har daterats till cirka år 800 efter Kristus.
År 2022 fanns två byggnadsminnen i kommunen, Olnispagården och Transtrands prästgård.

### Kommunvapen
Blasonering: I blått fält en hästsko och däröver en bjälkvis ställd klohammare, båda av guld.
Eftersom alla socknar i Dalarna har egna vapen hade alla de tre enheter som 1971 lades samman redan egna heraldiska vapen. Malungs landskommuns hade fastställts 1947 och bygger på tingslagssigillet från 1600-talet. Limas och Transtrands landskommuner ingick också i samma tingslag, så det föreföll naturligt registrera det för den nya kommunen och det skedde 1975.
Kommunens namnbyte 2008 medförde ingen ändring av vapnet.

Lima landskommun (1946–1970)
Malungs landskommun (1947–1970)
Transtrands landskommun (1947–1970)